# Atletica leggera ai VI Giochi parapanamericani
Le gare di atletica leggera paralimpica ai VI Giochi parapanamericani di Lima si sono svolti dal 24 al 28 agosto 2019 presso lo stadio di atletica leggera della Villa Deportiva Nacional. Sono state disputate 70 gare maschili, 48 femminili e una mista, per un totale di 115 titoli assegnati.

## Formato
Ogni gara è stata suddivisa e svolta in base al tipo e alla portata della disabilità degli atleti. Tale sistema ha consentito la competizione tra atleti con analogo livello di funzioni.
Le classi utilizzate saranno le seguenti:
- T/F11-13: atleti non vedenti (11), e ipovedenti con possibilità di guida (12) o senza possibilità di guida (13)
- T/F20: atleti con disabilità intellettiva relazionale
- T/F31-38: atleti con cerebrolesione in carrozzina (31-34) o deambulanti (35-38)
- T/F40-41: atleti di bassa statura (solitamente affetti da nanismo)
- T/F42-47: atleti con amputazioni agli arti inferiori (42-44) o superiori (45-47) senza protesi
- T/F51-58: atleti con tetraplegia o paraplegia o altre lesioni spinali
- T/F61-64: atleti con amputazioni agli arti inferiori con protesi

## Calendario
Nella tabella è riportato il calendario delle sole finali.
|        | Agosto | Agosto | Agosto | Agosto | Agosto |
| 24     | 25 | 26 | 27 | 28 | |
| ------ | --- | --- | --- | --- | --- |
| Uomini | 200 m T35 400 m T52 1500 m T20 1500 m T38 5000 m T11 5000 m T13 5000 m T54 Lungo T11-12 Peso F40-41 Peso F57 Disco F37 Giavellotto F13 Giavellotto F34 | 100 m T38 200 m T64 400 m T13 400 m T36 400 m T37 400 m T47 800 m T53 800 m T54 Alto T42-47/T63-64 Lungo T20 Peso F12 Peso F46 Peso F63 Disco F11 Giavellotto F54 Giavellotto F55 | 100 m T13 100 m T37 100 m T52 400 m T11 400 m T12 400 m T53 400 m T54 Lungo T36 Lungo T47 Lungo T63-64 Peso F20 Peso F35-37 Disco F56 Giavellotto F41 | 100 m T35 100 m T36 100 m T53 100 m T54 400 m T20 400 m T38 1500 m T13 Lungo T37-38 Peso F32-34 Peso F53-54 Disco F64 Giavellotto F37-38 Giavellotto F46 Giavellotto F57 | 100 m T11 100 m T12 100 m T47 100 m T64 200 m T37 1500 m T11 1500 m T52 1500 m T54 Lungo T13 Peso F11 Peso F55 Disco F52 Giavellotto F64 |
| Donne  | 200 m T11 200 m T12 400 m T38 400 m T53 400 m T54 Lungo T47 Peso F20 Disco F11 Disco F53                                                               | 100 m T13 200 m T36 200 m T64 200 m T47 1500 m T11 1500 m T13 Lungo T11-12 Peso F35-37 Peso F53-55 Disco F57                                                                      | 100 m T11 100 m T12 100 m T38 200 m T37 400 m T20 400 m T47 800 m T53 800 m T54 Peso F40-41 Peso F57 Giavellotto F11-13                               | 100 m T36 100 m T37 100 m T47 Lungo T42-44/T61-63 Peso F32-34 Disco F38 Disco F55                                                                                        | 100 m T53 100 m T54 100 m T64 400 m T11 400 m T12 Lungo T36-38 Peso F12 Disco F41 Disco F64 Giavellotto F54 Giavellotto F56              |
| Misti  | | | | | 4×100 m universale |
|        | 24 | 25 | 26 | 27 | 28 |
| Agosto | | | | | |

## Risultati delle gare

### Staffetta 4×100 metri universale
| Specialità | Oro                                                                                      | Risultato | Argento | Risultato | Bronzo | Risultato |
| --- | ---------------------------------------------------------------------------------------- | --------- | --- | --------- | --- | --------- |
| 4×100 m universale | Stati Uniti Noah Malone (T12) Deja Young (T46) Jaleen Roberts (T37) Erik Hightower (T54) | 47"94     | Brasile Viviane Ferreira Soares (T12; guida: Newton Vieira de Alemeida) Petrucio Ferreira (T47) Veronica Silva Hipolito (T37) Ariosvaldo Fernandes (T53) | 49"72     | Colombia Yamil David Acosta (T12; guida: Arley Ricardo Barrios) Luisa Fernanda Cubillos (T47) Martha Liliana Hernandez (T46) Sairo Moises Fernandez Lopez (T54) | 52"69     |
| record mondiale; record mondiale stagionale; record nord-centroamericano e caraibico; record sudamericano; record dei Giochi panamericani; record nazionale; record personale; record personale stagionale. |                                                                                          |           | |           | |           |

## Medagliere
| Posizione | Paese             | Oro | Argento | Bronzo | Totale |
| --------- | ----------------- | --- | ------- | ------ | ------ |
| 1         | Brasile           | 33  | 26      | 23     | 82     |
| 2         | Stati Uniti       | 26  | 26      | 15     | 67     |
| 3         | Messico           | 16  | 16      | 18     | 50     |
| 4         | Colombia          | 10  | 11      | 14     | 35     |
| 5         | Argentina         | 10  | 10      | 12     | 32     |
| 6         | Cuba              | 8   | 1       | 5      | 14     |
| 7         | Ecuador           | 5   | 6       | 4      | 15     |
| 8         | Canada            | 3   | 3       | 1      | 7      |
| 9         | Venezuela         | 2   | 9       | 8      | 19     |
| 10        | Trinidad e Tobago | 2   | 1       | 1      | 4      |
| 11        | Bermuda           | 2   | 1       | 0      | 3      |
| 12        | Cile              | 1   | 2       | 1      | 4      |
| 12        | Perù              | 1   | 2       | 1      | 4      |
| 14        | Giamaica          | 0   | 2       | 0      | 2      |
| 15        | Rep. Dominicana   | 0   | 1       | 1      | 2      |
| 15        | Panama            | 0   | 1       | 1      | 2      |
| 17        | Porto Rico        | 0   | 1       | 0      | 1      |
| Totale    | Totale            | 119 | 119     | 105    | 343    |